# Oostenrijk op de Olympische Winterspelen 1956
Tijdens de Olympische Winterspelen van 1956, die in Cortina d'Ampezzo (Italië) werden gehouden, nam Oostenrijk voor de zevende keer deel.

## Medailleoverzicht
| Sport       | Olympiër                  | Discipline       | Medaille |
| ----------- | ------------------------- | ---------------- | -------- |
| Alpineskiën | Toni Sailer               | afdaling (m)     | Goud     |
| Alpineskiën | Toni Sailer               | reuzenslalom (m) | Goud     |
| Alpineskiën | Toni Sailer               | slalom (m)       | Goud     |
| Kunstrijden | Sissy Schwarz Kurt Oppelt | paarrijden       | Goud     |
| Alpineskiën | Andreas Molterer          | reuzenslalom (m) | Zilver   |
| Alpineskiën | Josefine Frandl           | reuzenslalom (v) | Zilver   |
| Alpineskiën | Regine Schöpf             | slalom (v)       | Zilver   |
| Alpineskiën | Andreas Molterer          | afdaling (m)     | Brons    |
| Alpineskiën | Walter Schuster           | reuzenslalom (m) | Brons    |
| Alpineskiën | Dorothea Hochleitner      | reuzenslalom (v) | Brons    |
| Kunstrijden | Ingrid Wendl              | vrouwen          | Brons    |

## Deelnemers en resultaten

### Alpineskiën
| Olympiër             | Discipline       | Resultaat | Prestatie                    |
| -------------------- | ---------------- | --------- | ---------------------------- |
| Ernst Hinterseer     | reuzenslalom (m) | 6e        | 3.08,5 (+8,4)                |
| Andreas Molterer     | afdaling (m)     | Brons     | 2.56,2 (+4,0)                |
| Andreas Molterer     | reuzenslalom (m) | Zilver    | 3.06,3 (+6,2)                |
| Andreas Molterer     | slalom (m)       | dq        | diskwalificatie              |
| Josl Rieder          | afdaling (m)     | dq        | diskwalificatie              |
| Josl Rieder          | slalom (m)       | dq        | diskwalificatie              |
| Toni Sailer          | afdaling (m)     | Goud      | 2.52,2                       |
| Toni Sailer          | reuzenslalom (m) | Goud      | 3.00,1                       |
| Toni Sailer          | slalom (m)       | Goud      | 3.14,7 1.27,3+1.47,4         |
| Othmar Schneider     | slalom (m)       | 12e       | 3.35,8 (+21,1) 1.35,8+2.00,0 |
| Walter Schuster      | afdaling (m)     | dq        | diskwalificatie              |
| Walter Schuster      | reuzenslalom (m) | Brons     | 3.07,2 (+7,1)                |
|                      |                  |           |                              |
| Josefine Frandl      | afdaling (v)     | 13e       | 1.51,0 (+10,3)               |
| Josefine Frandl      | reuzenslalom (v) | Zilver    | 1.57,8 (+1,3)                |
| Josefine Frandl      | slalom (v)       | 5e        | 1.57,9 (+5,6) 1.00,4+57,5    |
| Dorothea Hochleitner | afdaling (v)     | 7e        | 1.47,9 (+7,2)                |
| Dorothea Hochleitner | reuzenslalom (v) | Brons     | 1.58,2 (+1,7)                |
| Dorothea Hochleitner | slalom (v)       | 12e       | 2.01,0 (+8,7) 1.00,4+1.00,6  |
| Hilde Hofherr        | afdaling (v)     | 4e        | 1.47,3 (+6,6)                |
| Hilde Hofherr        | slalom (v)       | 24e       | 2.23,5 (+31,2) 58,2+1.25,3   |
| Trude Klecker        | afdaling (v)     | 12e       | 1.50,6 (+9,9)                |
| Trude Klecker        | reuzenslalom (v) | 33e       | 2.08,5 (+12,0)               |
| Regine Schöpf        | reuzenslalom (v) | 9e        | 2.00,6 (+4,1)                |
| Regine Schöpf        | slalom (v)       | Zilver    | 1.55,4 (+3,1) 56,0+59,4      |

### Bobsleeën
| Olympiër                                                     | Discipline                  | Resultaat | Prestatie                                                |
| ------------------------------------------------------------ | --------------------------- | --------- | -------------------------------------------------------- |
| Paul Aste Heinrich Isser                                     | 2-mansbob (m) Oostenrijk I  | 12e       | 5.43,97 (+13,83) (1.26,32 / 1.25,82 / 1.26,61 / 1.25,22) |
| Karl Wagner Adolf Tonn                                       | 2-mansbob (m) Oostenrijk II | 15e       | 5.46,29 (+16,15) (1.26,15 / 1.27,06 / 1.26,73 / 1.26,35) |
| Karl Wagner Fritz Rursch Adolf Tonn Heinrich Isser           | 4-mansbob (m) Oostenrijk I  | 10e       | 5.20,62 (+10,18) (1.19,60 / 1.20,74 / 1.19,98 / 1.20,30) |
| Kurt Loserth Wilfried Thurner Karl Schwarzböck Franz Dominik | 4-mansbob (m) Oostenrijk II | 7e        | 5.18,29 (+7,85) (1.19,37 / 1.19,12 / 1.20,08 / 1.19,72)  |

### Kunstrijden
| Olympiër                        | Discipline | Resultaat | Prestatie                |
| ------------------------------- | ---------- | --------- | ------------------------ |
| Norbert Felsinger               | mannen     | 7e        | pc. 71,0; 150,550 punten |
| Ingrid Wendl                    | vrouwen    | Brons     | pc. 39,0; 159,440 punten |
| Hanna Eigel                     | vrouwen    | 5e        | pc. 52,0; 157,150 punten |
| Hanna Walter                    | vrouwen    | 7e        | pc. 83,5; 153,890 punten |
| Sissy Schwarz Kurt Oppelt       | paarrijden | Goud      | pc. 14,0; 11,310 punten  |
| Elisabeth Ellend Konrad Lienert | paarrijden | 9e        | pc. 77,0; 10,380 punten  |

### Langlaufen
| Olympiër                                                    | Discipline            | Resultaat | Prestatie                                        |
| ----------------------------------------------------------- | --------------------- | --------- | ------------------------------------------------ |
| Josef Schneeberger                                          | 15 km (m)             | 28e       | 54.21 (+4.42)                                    |
| Karl Rafreider                                              | 15 km (m)             | 35e       | 54.51 (+5.12)                                    |
| Hermann Mayr                                                | 15 km (m)             | 39e       | 55.51 (+6.12)                                    |
| Oskar Schulz                                                | 15 km (m)             | 59e       | 59.56 (+10.17)                                   |
| Josef Schneeberger Oskar Schulz Hermann Mayr Karl Rafreider | 4x10 km estafette (m) | 11e       | 2:30.50 (+15.20) (35.26 / 38.37 / 39.09 / 37.38) |

### Noordse combinatie
| Olympiër       | Discipline | Resultaat | Prestatie                                                                |
| -------------- | ---------- | --------- | ------------------------------------------------------------------------ |
| Sepp Schiffner | mannen     | 11e       | 429,300 punten schans: 211,5 (71,5+73,5+73,0 m) 15 km: 217,800 (1:02.02) |
| Willi Egger    | mannen     | 16e       | 422,100 punten schans: 208,0 (69,5+73,0+72,5 m) 15 km: 214,100 (1:03.00) |
| Leopold Kohl   | mannen     | 17e       | 420,300 punten schans: 198,5 (66,5+69,5+68,0 m) 15 km: 221,800 (1:01.00) |

### Schaatsen
| Olympiër          | Discipline   | Resultaat | Prestatie         |
| ----------------- | ------------ | --------- | ----------------- |
| Ernst Biel        | 500 m (m)    | 37e       | 44,2 (+4,0)       |
| Ernst Biel        | 1500 m (m)   | 51e       | 2.23,5 (+14,9)    |
| Kurt Eminger      | 500 m (m)    | 41e       | 44,4 (+4,2)       |
| Kurt Eminger      | 1500 m (m)   | 38e       | 2.19,0 (+10,4)    |
| Kurt Eminger      | 5000 m (m)   | 38e       | 8.39,4 (+50,7)    |
| Arthur Mannsbarth | 1500 m (m)   | 32e       | 2.17,4 (+8,8)     |
| Arthur Mannsbarth | 5000 m (m)   | 28e       | 8.23,6 (+34,9)    |
| Arthur Mannsbarth | 10.000 m (m) | 29e       | 17.47,8 (+1.11,9) |
| Franz Offenberger | 500 m (m)    | 32e       | 43,8 (+3,6)       |
| Franz Offenberger | 1500 m (m)   | 31e       | 2.17,3 (+8,7)     |
| Franz Offenberger | 5000 m (m)   | 34e       | 8.30,8 (+42,1)    |

### Schansspringen
| Olympiër             | Discipline | Resultaat | Prestatie                  |
| -------------------- | ---------- | --------- | -------------------------- |
| Sepp Bradl           | mannen     | 12e       | 205,5 punten (77,5+77,0 m) |
| Walter Habersatter   | mannen     | 15e       | 201,5 punten (77,5+77,5 m) |
| Rudolf Schweinberger | mannen     | 19e       | 199,0 punten (74,5+75,0 m) |
| Otto Leodolter       | mannen     | 30e       | 185,0 punten (72,0+72,5 m) |

### IJshockey
| Olympiër | Discipline | Resultaat | Prestatie |
| --- | ---------- | --------- | --- |
| Alfred Püls Robert Nusser Franz Potucek Hermann Knoll Hans Mössmer Hans Scarsini Hans Zollner Fritz Spielmann Wilhelm Schmid Walter Znenahlik Gerhard Springer Adolf Hafner Hans Wagner Max Singewald Kurt Kurz Konrad Staudinger Wolfgang Jöchl | mannen     | 10e       | voorronde groep A: 2 - 2 Oostenrijk - Italië 0 - 23 Oostenrijk - Canada 0 - 7 Oostenrijk - Duits eenheidsteam plaatsingsronde 7e t/m 10e plaats: 4 - 7 Oostenrijk - Zwitserland 2 - 8 Oostenrijk - Italië 3 - 4 Oostenrijk - Polen |

Australië · België · Bolivia · Bulgarije · Canada · Chili · Duits eenheidsteam · Finland · Frankrijk · Griekenland · Groot-Brittannië · Hongarije · IJsland · Iran · Italië · Japan · Joegoslavië · Libanon · Liechtenstein · Nederland · Noorwegen · Oostenrijk · Polen · Roemenië ·  Sovjet-Unie · Spanje · Tsjecho-Slowakije · Turkije · Verenigde Staten · Zuid-Korea · Zweden · Zwitserland